# Dur-Abi-hara
Dur-Abi-hara (czasem błędnie nazywane Dur-Athara) – w I tys. p.n.e. miasto aramejskiego plemienia Gambulu w południowej Babilonii w pobliżu granicy z Elamem. Ok. 710 roku p.n.e. asyryjski król Sargon II (722-705 p.n.e.) w trakcie podboju plemienia Gambulu zdobył i splądrował Dur-Abi-hara deportując 18400 jego mieszkańców. Terytorium plemienia przekształcone zostało w asyryjską prowincję, a Dur-Abi-hara pod nową nazwą Dur-Nabu stało się jej głównym miastem.